# Ischnoptera spinosostylata
Ischnoptera spinosostylata är en kackerlacksart som beskrevs av Karlis Princis 1951. Ischnoptera spinosostylata ingår i släktet Ischnoptera och familjen småkackerlackor.
Artens utbredningsområde är Peru. Inga underarter finns listade i Catalogue of Life.